# Mega Man 2
Mega Man 2 (ロックマン2 Dr.ワイリーの謎 Rockman 2: Dr. Wily no Nazo?, lit. "Rockman 2: El enigma del Dr. Wily") lit. "Megaman 2: Mistery Of Dr. Wily" es un videojuego de acción desarrollado y publicado por Capcom para Nintendo Entertainment System. Fue lanzado en Japón en 1988 y en América del Norte y las regiones PAL los años siguientes. Mega Man 2 continúa la batalla de Mega Man contra el malvado Dr. Wily y sus robots rebeldes. Introdujo cambios gráficos y de jugabilidad, muchos de los cuales se convirtieron en elementos básicos de la serie.
Aunque las ventas del Mega Man original no fueron impresionantes, Capcom permitió que el equipo creara una secuela. Trabajaron simultáneamente en otros proyectos de Capcom, utilizando su tiempo libre para desarrollar el juego, utilizando contenido no utilizado del primer juego. Takashi Tateishi compuso la banda sonora, con Yoshihiro Sakaguchi como programador de sonido.
Mega Man 2 es el juego Mega Man más vendido, con más de 1,5 millones de copias vendidas. Los críticos elogiaron su audio, imágenes y jugabilidad como una mejora con respecto al primer juego. Muchas publicaciones clasifican a Mega Man 2 como el mejor juego de la serie y uno de los mejores videojuegos de todos los tiempos. También se ha vuelto a publicar en varias otras consolas y está disponible en teléfonos móviles.

## Trama
Mega Man 2 tiene lugar un año después del Mega Man original. Después de su derrota inicial, el Dr. Wily, el principal antagonista de la serie, crea su propio conjunto de Robot Masters en un intento de contrarrestar a Mega Man: Metal Man, Air Man, Bubble Man, Quick Man, Crash Man, Flash Man, Heat Man, y Wood Man. También construye una nueva fortaleza y un ejército de secuaces robóticos. Mega Man es enviado por su creador, el Dr. Light, para derrotar al Dr. Wily y sus Robot Masters. Mega Man aplasta a los ocho nuevos Robot Masters y luego desafía al propio Wily. Durante la pelea final, el Dr. Wily huye a las cuevas debajo de su fortaleza y cuando Mega Man lo sigue, intenta engañar a Mega Man para que piense que es un extraterrestre, pero Mega Man derrota al extraterrestre revelando que es un dispositivo de proyección holográfica que funciona mal mostrando al Dr. Wily a los controles. Después de que el científico suplica piedad, Mega Man salva a Wily y regresa a casa.

## Jugabilidad
Mega Man 2 es un videojuego de plataformas y acción como su predecesor, Mega Man. El jugador controla a Mega Man mientras atraviesa ocho etapas para derrotar a los jefes, los Robot Masters del Dr. Wily: Metal Man, Air Man, Bubble Man, Quick Man, Crash Man, Flash Man, Heat Man y Wood Man. Cada Robot Master presenta un arma única y una etapa relacionada con el poder de su arma. Por ejemplo, Air Man dispara pequeños tornados y se lucha en un nivel con temas de cielo, mientras que Wood Man puede usar un escudo de hojas y se encuentra en una etapa con temas de bosque. Después de derrotar a un jefe, su arma característica queda disponible para el jugador. Los Robot Masters tienen debilidades en las armas de ciertos otros Robot Masters; por lo tanto, elegir el orden en que se juegan los niveles es un componente vital de la jugabilidad. Después de completar ciertas etapas, Mega Man recibe un artículo especial. Estos elementos crean plataformas que permiten a Mega Man acceder a áreas que de otro modo no podría.
Después de derrotar a los ocho Robot Masters, el jugador procede a la fortaleza del Dr. Wily, que consta de seis niveles que se juegan linealmente. Como en el primer juego, el jugador debe luchar contra cada Robot Master por segunda vez en la fortaleza del Dr. Wily. Sin embargo, estas batallas tienen lugar en una habitación individual en lugar de una serie de habitaciones conectadas linealmente. La sala contiene dispositivos de teletransportación que conducen a cada Robot Master. Los dispositivos se pueden ingresar en cualquier orden, pero no están etiquetados. Una vez que los jefes son derrotados nuevamente, el jugador debe luchar contra el Dr. Wily.
Mega Man 2 presenta algunos cambios de jugabilidad del Mega Man original. Un nuevo elemento, el Energy Tank, permite al jugador rellenar la salud de Mega Man en cualquier momento. También se presenta un sistema de contraseña. Después de derrotar a cada Robot Master, se muestra una contraseña, lo que permite al jugador regresar a ese punto particular del juego después de reiniciar el sistema. La contraseña almacena la lista particular de Robot Masters completados, así como la cantidad de Energy Tanks acumulados. A diferencia del primer juego, Mega Man 2 no cuenta con un contador de puntuación, y el jugador no puede volver a los niveles de Robot Master una vez completado.

## Desarrollo
El primer juego de Mega Man, lanzado en 1987, no tuvo el éxito suficiente como para justificar el desarrollo inmediato de una secuela. Según Roy Ozaki, el director Akira Kitamura había querido hacer una secuela de Mega Man, pero el productor Tokuro Fujiwara estaba en contra. Kitamura luego fue al Vicepresidente de Capcom para obtener permiso para hacer el juego. Capcom permitió al equipo de desarrollo crear una secuela con la condición de que también trabajen simultáneamente en otros proyectos. El personal dedicó su propio tiempo al proyecto para mejorar el original al agregar más niveles y armas, además de mejorar los gráficos. El supervisor del proyecto del primer Mega Man invitó a Inafune al equipo de desarrollo de la secuela; Inafune estaba trabajando en un juego separado en ese momento. En el juego anterior, Inafune trabajó como artista y diseñador de personajes, pero se involucró más en el proceso de producción de la secuela. "Trabajar en Mega Man 2 marcó mi segundo año en esto, e incluso pude ser mentor de un 'niño nuevo', lo que me abrió un nuevo mundo de estrés", relató Inafune. El tiempo de desarrollo del juego fue de solo tres a cuatro meses.
Debido a la cantidad limitada de espacio de cartucho disponible para el primer juego, elementos como los personajes enemigos planeados se omitieron del producto final. El contenido no utilizado fue luego transferido a Mega Man 2. El equipo estaba limitado por las capacidades gráficas de la consola y diseñó personajes como pixel art para mantener la coherencia entre los diseños y el producto final; algunos elementos de diseño, sin embargo, se perdieron en la transición. El sistema de jugabilidad del juego original se mantuvo para Mega Man 2, pero el equipo incluyó más trampas para que el jugador navegue. Los tres elementos de soporte del juego se agregaron para ayudar al jugador debido a las quejas de los consumidores y el departamento de marketing de Capcom con respecto a la alta dificultad del juego original. El supervisor de Inafune estaba "especialmente inseguro" sobre la utilidad de los Energy Tanks.
El primer juego no tuvo influencia de los fanáticos, pero para el segundo juego, Kitamura quería obtener ideas de los jugadores y ponerlas en práctica. Los desarrolladores permitieron la opinión del público al incluir diseños de jefes creados por fanáticos. Capcom recibió 8,370 presentaciones de jefes para el juego, aunque incluso los diseños para los ocho Robot Masters finales fueron "modificados".
Inafune pretendía que su trabajo artístico para Mega Man 2 fuera más "animado" que en el primer juego. Se añadió un segundo ajuste de dificultad para el lanzamiento norteamericano.  La versión original fue etiquetada como "difícil", y se creó una configuración "normal" que hizo que el "cañón de armas" y las armas del jefe fueran más poderosas.
La banda sonora de Mega Man 2 fue compuesta por Takashi Tateishi (acreditado como Ogeretsu Kun), con la compositora de Mega Man, Manami Matsumae (acreditada como Manami Ietel) co-componiendo una parte menor de la melodía para el escenario de Air Man. Al igual que con el juego anterior, la programación de sonido fue manejada por Yoshihiro Sakaguchi, acreditado como Yuukichan's Papa.
El veterano ilustrador de portadas de videojuegos Marc Ericksen pintó la carátula norteamericana, que incluía a Mega Man disparando una pistola en lugar de su Mega Buster. Ericksen explicó que no estaba familiarizado con el juego y le dijeron que Mega Man usaba una pistola.

## Robots Maestros
Los siguientes Robots Maestros aparecen en el juego. Después de cada uno se lista el diseñador de cada robot.
| #  | Robot Maestro | Diseñador          | Arma            | Debilidad |
| -- | ------------- | ------------------ | --------------- | --- |
| 09 | Metal Man     | Masanori Satou     | Metal Blade     | Quick Boomerang, Metal Blade (Según Akira Kitamura, la debilidad oficial de Metal Man es el Quick Boomerang ya que lo había programado para no ser reconocido por el rango de detección de Metal Man. Sin embargo, para poder promocionar "Mega Man 2" en varias revistas de la época tenía que incluir "trucos secretos" dentro del videojuego, por lo que termina programando al Metal Blade -la propia arma de Metal Man- como una debilidad secreta) |
| 10 | Air Man       | Youji Kanazawa     | Air Shooter     | Leaf Shield o Atomic Fire |
| 11 | Bubble Man    | Takashi Tanaka     | Bubble Lead     | Metal Blade, Quick Boomerang o Crash Bomb |
| 12 | Quick Man     | Hirofumi Mizoguchi | Quick Boomerang | Time Stopper, Crash Bomb o Atomic Fire |
| 13 | Crash Man     | Akira Yoshida      | Crash Bomb      | Air Shooter |
| 14 | Flash Man     | Tomoo Yamaguchi    | Time Stopper    | Metal Blade o Crash Bomb |
| 15 | Heat Man      | Toshiyuki Kataoka  | Atomic Fire     | Bubble Lead |
| 16 | Wood Man      | Masakatsu Ichikawa | Leaf Shield     | Atomic Fire, Air Shooter, Metal Blade o Crash Bomb |

## Novelas
- Mega Man 2 fue adaptado a una novela en la serie Mundos de Poder. La mayor diferencia entre estos es el hecho de que el Dr. Light teme por la seguridad de Mega Man al enfrentarse a la armada de Wily y sus poderosos robots, por lo que al intentar duplicar a Mega Man, este es transformado accidentalmente en un ser humano.

- En el Volumen 3, Hobizu está jugando, Megaman 2, incluyendo el personaje Mega Man, fue adaptada en el Manga de Crossover llamada Our Hobizu Famicom Seminal (われらホビーズファミコンゼミナール Ware-ra Hobīzu Famikon Zemināru?) de 1988 al 1990.

## Recepción
Aunque el primer juego de Mega Man tuvo ventas relativamente bajas, Mega Man 2 fue un gran éxito. Desde su lanzamiento en 1988, Mega Man 2 ha vendido más de 1,5 millones de copias en todo el mundo. El juego es el más vendido en la serie Mega Man y el 41.er juego más vendido de Capcom. Mega Man 2 fue elogiado por la crítica. Los cuatro revisores de Electronic Gaming Monthly, Steve Harris, Ed Semrad, Donn Nauert y Jim Allee, calificaron el juego favorablemente. Afirmaron que era mejor que el primer Mega Man, citando los audiovisuales mejorados, los nuevos potenciadores y el sistema de contraseña. Nauert y Allee, sin embargo, expresaron su decepción porque el juego fue menos difícil que el primer juego. Nadia Oxford de 1UP.com felicitó su estética y jugabilidad. Además, afirmó que Mega Man 2 mejoró la jugabilidad de su predecesor al eliminar elementos excesivamente difíciles. Los dos críticos de Mean Machines, Julian Rignall y Matt Regan, elogiaron varios aspectos del juego. Rignall elogió la jugabilidad, citando su adicción y los rompecabezas. Regan elogió la dificultad y calificó el juego como equilibrado. Ambos revisores felicitaron los gráficos, calificándolos de detallados e impresionantes, y lo describieron como un gran juego de plataformas. El editor de Retro Gamer, Richard Burton, lo describió como un juego "imprescindible" para el sistema, comentarios de dos revisores de Electronic Gaming Monthly. Zach Miller escribiendo para Game Informer atribuyó el éxito del juego a la opción de los jugadores de derrotar las etapas en el orden de su elección. Elogió el sencillo esquema de control y la variedad de armas y objetos. GamesRadar lo clasificó como el segundo mejor juego de NES jamás creado, llamándolo "el pináculo" de los juegos Mega Man de 8 bits.
La banda sonora del juego ha sido bien recibida por la crítica. Joey Becht de IGN enumeró tres temas escénicos de Mega Man 2 junto con la canción principal entre los mejores de la serie. En 2008, Game Informer enumeró la secuencia de introducción de Mega Man 2 como la quinta mejor apertura de videojuegos, citando la acumulación de emoción que infunde la música y la apariencia del personaje. El tema "Doctor Wily Stage Theme" ocupó el segundo lugar en el video "Top 10 Video Game Themes Ever" de ScrewAttack. El personal editorial de Nintendo Power elogió la música en 2008, afirmando que se encuentra entre las mejores de la plataforma. En 2009, Brandon Sheffield de Gamasutra describió la música como fácilmente reconocible y lamentó que la música de videojuegos contemporánea careciera de ese rasgo.
Mega Man 2 es uno de los favoritos entre los fanáticos de Mega Man, y muchos lo califican como el mejor de la serie. Los críticos también se han referido al juego como el mejor de la serie. Oxford lo consideró uno de los juegos más memorables de la serie, y Burton y Electronic Gaming Monthly calificaron el juego como el mejor de la serie. Levi Buchanan de IGN incluyó a tres de los jefes del juego entre los "10 mejores Robot Masters de Mega Man". Varias publicaciones consideran que el juego es un éxito crítico y lo han incluido en las listas de "juegos principales". A finales de 1989, era el juego mejor clasificado en la lista Top 30 de Nintendo Power. En 1997, Electronic Gaming Monthly lo nombró el 73.er mejor videojuego de consola de todos los tiempos, diciendo que era el juego más atractivo y desafiante de la serie. En agosto de 2008, Nintendo Power incluyó a Mega Man 2 como el tercer mejor videojuego de Nintendo Entertainment System. El equipo editorial elogió las mejoras pulidas con respecto al juego anterior. GameSpot nombró a Mega Man 2 como uno de "Los mejores juegos de todos los tiempos". Ocupa el número 33 en la lista de "Los 200 mejores juegos de Nintendo" de Nintendo Power y el número 60 en la lista de los "100 mejores juegos de Nintendo" de la Official Nintendo Magazine.  Miller lo consideró uno de los mejores juegos de todos los tiempos. En 2007, las tres oficinas editoriales de IGN, Estados Unidos, Reino Unido y Australia, compilaron una lista de los 100 mejores juegos. Enumeraron a Mega Man 2 como el número 67, citando la acción y los elementos estratégicos junto con el impacto que tuvo en la serie. Mega Man 2 quedó en cuarto lugar en la lista de IGN de los 100 mejores juegos de NES. Mega Man 2 fue el primer juego en la portada de Electronic Gaming Monthly'".

## Legado
Kitamura decidió abandonar Capcom y se unió a la compañía Takeru, donde trabajó en el juego Cocoron en lugar de Mega Man 3.
Keiji Inafune afirma que el éxito de Mega Man 2 es lo que convirtió a la serie Mega Man en un éxito que continúa generando secuelas. 1UP.com comentó que el juego ayudó a establecer la serie como una franquicia de videojuegos prominente y comercialmente exitosa. IGN citó a Mega Man 2 como ayudar a definir el género de plataformas. Retro Gamer le dio crédito por ayudar a la serie a obtener la presencia global que permitió crear spin-offs y más secuelas. Muchas de las convenciones de la serie original de Mega Man fueron definidas por el primer juego, pero Mega Man 2 agregó convenciones cruciales que se conservaron para el resto de la serie. El número tradicional de Robot Masters para la serie es ocho, como se usa en Mega Man 2, en lugar de los seis usados en el original. Fue el primero de la serie en incluir una cinemática de apertura. Mega Man 2 también introdujo el ítem Energy Tank, los ítems especiales de movimiento, la sala de teletransportadores y el sistema de contraseña, que se convirtieron en elementos básicos en futuros juegos. El Energy Tank se convirtió en el ícono de recarga de salud icónico de la serie y luego sirvió de inspiración para una bebida promocional "Rockman E-Can". Al desarrollar Mega Man 9, el productor Inafune y Hironobu Takeshita buscaron inspiración en los dos primeros juegos de la serie, y Mega Man 2 sirvió como estándar para superar las expectativas de los fanáticos. Mega Man Universe debía presentar una nueva versión de la campaña de la historia de Mega Man 2, así como personajes y niveles personalizables. Sin embargo, Capcom ha anunciado oficialmente la cancelación del juego debido a "varias circunstancias". En Super Smash Bros. para Nintendo 3DS y Wii U, Wily Castle, como se muestra en Mega Man 2, aparece como un escenario seleccionable en ambas versiones del juego. El escenario regresó en Super Smash Bros. Ultimate.

### Relanzamientos y adaptaciones
En 1990, Tiger Electronics produjo una versión electrónica portátil con una jugabilidad abreviada. Mega Man 2 se rehízo en 1994 para el Sega Genesis en el juego Mega Man: The Wily Wars, con gráficos y sonido actualizados. En 1999, Mega Man 2 fue relanzado para PlayStation como el segundo de seis discos de Rockman Complete Works, aunque solo en Japón y con el título original Rockman 2. Es en gran medida idéntico al lanzamiento original de NES, pero tenía una serie de bonificaciones, como un "modo navi" para principiantes que presenta al jugador una versión ligeramente rehecha del juego, contenido enciclopédico detallado, galerías de imágenes y música remezclada. Mega Man 2 se incluyó con otros nueve juegos de la serie en Mega Man Anniversary Collection para PlayStation 2, GameCube y Xbox, lanzados entre 2004 y 2005. La emulación del juego es idéntica al relanzamiento contenido en Rockman Complete Works. También en 2005, Mega Man 2 fue lanzado junto con otros juegos de Capcom como parte de un periférico "Plug It In & Play TV Games" de Jakks Pacific. Mega Man 2 llegó a los teléfonos móviles en 2007. El juego fue agregado como parte del servicio de Consola Virtual de Wii en regiones PAL el 14 de diciembre de 2007. Para celebrar el lanzamiento del noveno juego en septiembre de 2008, Capcom Japan lanzó el juego el 26 de agosto de 2008 en Japón y un lanzamiento en Norteamérica el 15 de septiembre de 2008. En marzo de 2009, Capcom lanzó el juego para iPhone OS, mientras que en septiembre del mismo año se lanzó la versión Complete Works de Mega Man 2 en la PlayStation Store japonesa, que está disponible para su descarga en PlayStation 3 y PlayStation Portable. Inafune expresó su deseo de rehacer Mega Man 2, similar a Mega Man Powered Up, pero afirmó que dicho proyecto dependía del éxito comercial de este último. En el E3 2010 se mostró una demostración técnica para Nintendo 3DS llamada Classic Games, que muestra más de una docena de juegos clásicos, incluido Mega Man 2, usando efectos 3D. Reggie Fils-Aimé anunció que los juegos estaban programados para su lanzamiento en el 3DS y posiblemente usarían las características del 3DS, como efectos 3D, control analógico o soporte de cámara. El juego se lanzó en 3DS a través de la Consola virtual en Japón el 8 de agosto de 2012 y se lanzó en Europa y América del Norte el 7 de febrero de 2013.
Mega Man 2 fue novelizado en la serie Worlds of Power publicada por Scholastic en 1990. La novela en su mayoría sigue el juego, incluso ofrece pistas del juego al final de algunos capítulos. Además del diálogo agregado, la única variación importante en la novela es que el Dr. Light teme las posibilidades de Mega Man contra los nuevos robots más poderosos del Dr. Wily y, mientras intenta duplicarlo, accidentalmente lo convierte en un ser humano, una dificultad que Mega Man debe soportar a lo largo de la historia. La portada del libro también carece de la pistola representada en el diseño de la caja norteamericana del juego, debido a una política de "no armas" que los escritores de Worlds of Power tuvieron que cumplir.
El juego también se adaptó al arco de la tercera historia para el cómic Mega Man de Archie Comics, "The Return of Dr. Wily". En el arco, los Robot Masters tienen la intención de derrotar a Mega Man o infectarlo con un virus poco a poco mientras absorbe sus Armas Especiales. Todos los Robot Masters son derrotados, pero Mega Man termina bajo el control del Dr. Wily hasta que los Mega Man Powered Up Robot Masters vienen a su rescate. El Dr. Wily escapa y establece su rumbo hacia las Ruinas de Lanfront en Sudamérica, presagiando una adaptación de Super Adventure Rockman.